# Kazimierz Szulc (meteorolog)
Kazimierz Michał Szulc (ur. 8 września 1866 w Lublinie, zm. 29 sierpnia 1938 w Warszawie) – polski fizyk-meteorolog, encyklopedysta.

## Życiorys
Po ukończeniu w 1884 r. gimnazjum w Lublinie wyjechał do Petersburga, gdzie studiował na tamtejszym uniwersytecie. Po 1889 r. uzupełniał naukę na uniwersytetach w Lipsku i w Dorpacie. Od 1918 r. członek Polskiego Towarzystwa Przyrodniczego im. Mikołaja Kopernika, należał również do Polskiego Towarzystwa Fizycznego i Towarzystwa Geofizycznego oraz do Komisji Współpracy z Doświadczalnymi Związkami Zakładów Rolnych RP. Ponadto był członkiem organizacji zagranicznych Société météorologique de France i Società meteorologica italiana.
Walczył w obronie Lwowa. Po 1919 r. był wykładowcą w Akademii Rolniczej w Dublanach, a następnie wicedyrektorem Państwowego Instytutu Meteorologii. W 1930 r. był założycielem, a następnie kierownikiem Zakład Meteorologii i Klimatologii Szkoły Głównej Gospodarstwa Wiejskiego, równocześnie wykładał meteorologię na Politechnice Warszawskiej. Uczestniczył również w pracach organizacyjnych przy powstawaniu Państwowego Instytutu Hydrologiczno-Meteorologicznego.

## Ordery i odznaczenia
- Krzyż Oficerski Orderu Odrodzenia Polski (7 listopada 1925)[1]

## Publikacje
Był również encyklopedystą, edytorem Praktycznej encyklopedii gospodarstwa wiejskiego. Napisał w ramach tego cyklu encyklopedycznego tom nr 7-9, Klimat i czynniki pogody: charakterystyka, przewidywanie i znaczenie dla rolnictwa . Napisał również:
- O pogodzie /1894/[3];
- Ogólny zarys stref klimatycznych /1898/[4];
- Grady w Galicji /1902/[5];
- Strzelanie przeciwgradowe /1902/;
- Telegraficzne przepowiednie pogody /1906/;
- Spostrzeżenia meteorologiczne na Połoninie Pożyżewskiej w Pasmie Czarnohorskim w Karpatach Wschodnich /1911/;
- Spostrzeżenia meteorologiczne jako podstawa oceny ryzyka przy uprawie roślin /1916/[6];
- O opadach w r. 1918 w dorzeczach sieci meteorologicznej warszawskiej /1920/;
- Praca naukowa na prowincji w zakresie obserwacyj meteorologicznych /1921/;
- Klimat i czynnik pogody /1921/[7];
- Przymrozki wiosenne i jesienne jako zagadnienia rolniczo-meteorologiczne /1924/;
- Doświadczalnictwo rolnicze a meteorologia /1924/[8];
- Jesień i zima 1928-1929 w porównaniu z przebiegiem normalnym /1929/[9];
- O potrzebie zorganizowania w Polsce system badań meteorologicznych przyziemnej warstwy powietrza /1929/;
- Warunki meteorologiczne uprawy pszenicy /1930/;
- Zadania wydziału rolniczego w Państwowym Instytucie Meteorologicznym /1930/;
- Zarys programu prac meteorologicznych powstającego w Polsce Zakładu Badania Drzew i Lasu /1930/;
- Prognozy meteorologiczne a rolnictwo w Polsce /1931/;
- Podstawy ilościowej oceny opadów deszczowych ze względu na ich znaczenie dla uprawy roślin /1931/;
- Państwowy Instytut Meteorologiczny a potrzeby rolnictwa /1932/;
- O klimacie Polski /1933/;
- Okres wegetacyjny r. 1934 w Polsce pod względem wegetacyjnym /1935/.
- Słownik meteorologiczny.